# Mario Cucinella
Mario Cucinella (Palermo, 29 agosto 1960) è un architetto e designer italiano.

## Biografia
Si laurea a Genova con Giancarlo De Carlo nel 1987 e fino al 1992 lavora nello studio di Renzo Piano, prima a Genova e poi a Parigi, come responsabile di progetto. Nel 1992, a Parigi, fonda MCA – Mario Cucinella Architects, studio di architettura e design che oggi ha sede a Bologna e a Milano.  
Nel 2014 collabora con Renzo Piano al progetto G124  per il recupero delle periferie in Italia. 
Nel 2015, Mario Cucinella fonda SOS - School of Sustainability, una scuola per giovani professionisti neolaureati che ha l’obiettivo di fornire loro gli strumenti necessari per affrontare le questioni ambientali. 
Nel 2016 il suo lavoro viene riconosciuto con la International Fellowship del Royal Institute of British Architects e, l'anno successivo, con la Honorary Fellowship dell'American Institute of Architects (2017).
Nel 2018 è curatore del Padiglione Italia alla 16ª Mostra Internazionale di Architettura della Biennale di Venezia con “Arcipelago Italia”, mostra-progetto dedicata alle aree interne del Paese.
Nel 2023 il progetto presentato dal raggruppamento guidato da Mario Cucinella si aggiudica la gara per la progettazione e la costruzione del Padiglione italiano all’Expo 2025 di Osaka: il Padiglione Italia rappresenterà una versione moderna della città ideale, immagine simbolo del Rinascimento italiano.
Mario Cucinella ha insegnato presso le università di Ferrara, Napoli, Monaco di Baviera, Nottingham.
Lo studio Mario Cucinella Architects, da lui fondato, ha realizzato e ha in corso di realizzazione progetti in Europa, Cina, Africa, Medio Oriente e Sud America.

## Principali progetti
- SIEEB, Sino-Italian Ecological and Energy Efficient Building, Beijing, Cina (2006)[8]
- CSET - Centro per le Tecnologie Energetiche Sostenibili, Ningbo (2008), vincitore del premio MIPIM (Marché International des Professionnels d'Immobilier) Awards 2009 nella categoria “Green building”[9]
- Sede di 3M Italia[10], Milano (2010), vincitore del premio MIPIM Awards 2011 nella categoria “Green building”[11]
- MET Tirana Building, Tirana, Albania (2014)[12]
- Asilo Nido Iride, Guastalla (2015)[13]
- One Airport Square, Accra, Ghana (2015)[14]
- Headquarters Gruppo Unipol, Milano (2015)[15]
- SeiMilano, Milano (2017)[16]
- Hochhaus Viertel Zwei, Vienna (2017)[17]
- ARPAE, Agenzia Regionale per la Prevenzione, l'Ambiente e l'Energia dell'Emilia Romagna, Ferrara (2018)[18]
- Milano Santa Giulia, masterplan, Milano (2019)[19]
- Fo.Ro Living - Piazza dei Navigatori, Roma (2019)[20]
- Ospedale San Raffaele, Nuovo Polo Chirurgico e delle Urgenze, Milano (2021)[21]
- Chiesa Santa Maria Goretti, Mormanno (2021)[22], premiata con l’Architizer A+Awards 2023[23]
- Palazzo Senza Tempo, Peccioli (2021)[24]
- Nuova Sede del Rettorato dell’Università Roma Tre, Roma (2021)[25]
- TECLA - Technology and Clay, il primo prototipo di abitazione ecosostenibile stampato in 3D in terra cruda (2021)[26]
- Museo d’Arte Fondazione Luigi Rovati, Milano (2022)[27]. Il 20 giugno 2024 MCA - Mario Cucinella Architects ha ricevuto il Premio Compasso d'Oro ADI per questo progetto[28].
- MIND - Milano Innovation District, masterplan, Milano (2022)[29]
- NICE Brasil Headquarters, Limeira, Brasile (2023)[30]
- Nuovo Ospedale di Cremona (2023)[31]
- Padiglione Italia Expo 2025 Osaka (2023)[32]
- Museo Giardino Santa Rosalia (2023)[33]
- Campus KID San Lazzaro, San Lazzaro di Savena, Bologna (2024)[34]
- Scuola dei Desideri Mario Silvestri, Pacentro, L’Aquila (2024)[35]
- E-building di Ferrari, Maranello, Modena (2024)[36]
- New Campus di Bologna Business School, Bologna (2024)[37]
- Polo Universitario della Valle D’Aosta, Aosta (2024)[38]
- Palazzo Citterio, Milano (2024)[39].

## Opere
- Mario Cucinella, Works at MCA. Buildings and projects, Bologna, Centauro, 2004, ISBN 8885980414.
- Green Architecture. Mario Cucinella Architects, Equal Books, 2013.
- Creative Empathy. Mario Cucinella Architects, Skira, 2016.
- Arcipelago Italia. Progetti per il futuro dei territori interni del Paese. Padiglione Italia alla Biennale di Architettura 2018. Mario Cucinella, Quodlibet, 2018.
- Building Green Futures. Mario Cucinella Architects, Forma Edizioni, 2020.
- Architettura dell'educazione. Mario Cucinella Architects a cura di Elena Dorato, Maggioli Editore, 2021.
- Il futuro è un viaggio nel passato. Dieci storie di architettura. Mario Cucinella, Quodlibet, 2022, ISBN 9788822908247.
- Città foresta umana. L’empatia ci aiuta a progettare, Mario Cucinella con Serena Uccello, 2024, Giulio Einaudi Editore, ISBN 9788806261344.